# Chlorophenol

Cấu trúc hóa học của 2-chlorophenol

Một chlorophenol là bất kỳ organoclorua của phenol có chứa một hoặc nhiều nguyên tử clo liên kết cộng hóa trị. Có năm loại chlorophenol cơ bản (mono- đến pentachlorophenol) và 19 loại chlorophenol khác nhau khi tính đến đồng phân vị trí. Clorophenol được tạo ra bằng cách halogen hóa điện di phenol với clo.
Hầu hết các chlorophenol là rắn ở nhiệt độ phòng. Chúng có một mùi mạnh và mùi thuốc. Clorophenol thường được sử dụng làm thuốc trừ sâu, thuốc diệt cỏ và thuốc khử trùng.

## Danh sách các chlorophenol
Có tổng cộng 19 chlorophenol, tương ứng với các cách khác nhau trong đó các nguyên tử clo có thể được gắn vào năm nguyên tử cacbon trong vòng benzen của phân tử phenol, ngoại trừ nguyên tử carbon mà nhóm hydroxy được gắn vào.
Monochlorophenol có ba đồng phân vì chỉ có một nguyên tử clo có thể chiếm một trong ba vị trí vòng trên phân tử phenol; 2-chlorophenol, ví dụ, là đồng phân có nguyên tử clo ở vị trí ortho. Ngược lại, Pentachlorophenol chỉ có một đồng phân vì tất cả năm vị trí vòng có sẵn trên phenol đều được clo hóa hoàn toàn.
- Monochlorophenol (3 đồng phân vị trí) 
  - 2-Clorophenol
  - 3-Clorophenol
  - 4-Clorophenol
- Dichlorophenol (6 đồng phân vị trí) 
  - 2,3-Dichlorophenol
  - 2,4-Dichlorophenol
  - 2,5-Dichlorophenol
  - 2,6-Dichlorophenol
  - 3,4-Dichlorophenol
  - 3,5-Dichlorophenol
- Trichlorophenol (6 đồng phân vị trí) 
  - 2,3,4-Trichlorophenol
  - 2,3,5-Trichlorophenol
  - 2,3,6-Trichlorophenol
  - 2,4,5-Trichlorophenol
  - 2,4,6-Trichlorophenol
  - 3,4,5-Trichlorophenol
- Tetrachlorophenol (3 đồng phân vị trí) 
  - 2,3,4,5-Tetrachlorophenol
  - 2,3,4,6-Tetrachlorophenol
  - 2,3,5,6-Tetrachlorophenol
- Pentachlorophenol (1 đồng phân vị trí)